# Al-Rayyan
al-Rayyan (arabiska: الريان) är en stad i Qatar, strax väster om huvudstaden Doha. al-Rayyan ligger i en kommun med samma namn.

## Sport
Staden var en av fem städer i Qatar som stod värd för världsmästerskapet i fotboll 2022. Mästerskapen spelades på tre olika arenor i staden: Ahmad bin Ali Stadium, Education City Stadium och Khalifa International Stadium. Staden är hemmaort för fotbollsklubben Al Rayyan SC som spelar i Qatar Stars League.